# Klonki Nowe
Klonki Nowe (biał. Новыя Клёнкі, Nowyja Klonki; ros. Новые Клёнки, Nowyje Klonki) – wieś na Białorusi, w obwodzie brzeskim, w rejonie janowskim, w sielsowiecie Soczewki, w pobliżu Janowa i drogi magistralnej M10.

## Historia
W dwudziestoleciu międzywojennym leżały w Polsce, w województwie poleskim, w powiecie drohickim, w gminie Janów. W 1921 wieś liczyła 133 mieszkańców, zamieszkałych w 29 budynkach. Wszyscy oni byli Białorusinami wyznania prawosławnego.
Po II wojnie światowej w granicach Związku Sowieckiego. Od 1991 w niepodległej Białorusi.